# Agopuntura urbana

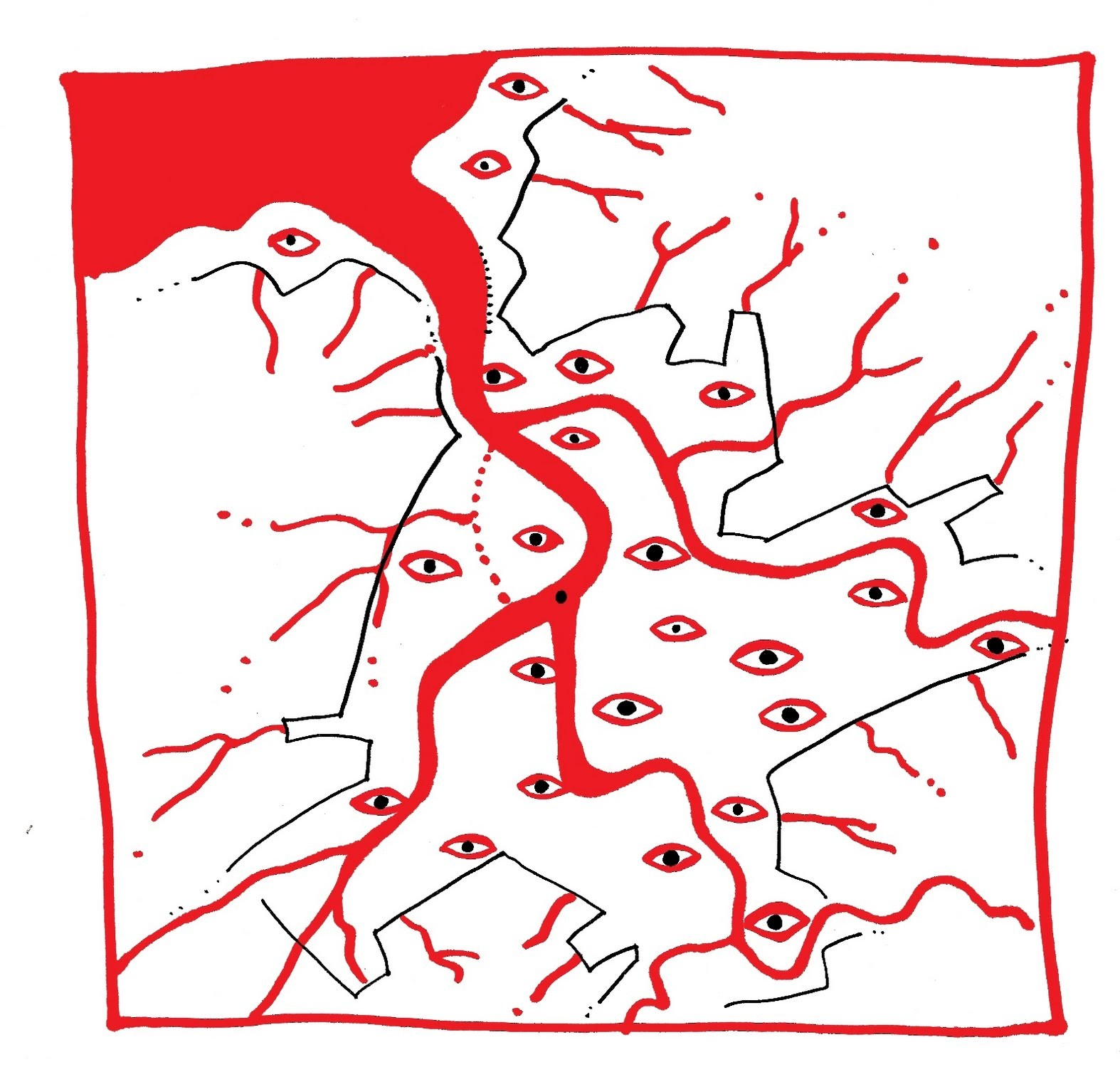
Taipei Organic Acupuncture

L'agopuntura urbana è una pratica urbanistica nata agli inizi del XXI secolo e basata sulle teorie dell'architetto e sociologo finlandese Marco Casagrande, che utilizza la metafora dell'agopuntura, pratica della medicina tradizionale cinese, per designare un approccio a livello locale in grado di coinvolgere la comunità in contrapposizione ai grandiosi progetti di rinnovamento urbano.
L'agopuntura urbana – o "biourbana", visto che si rivolge al sistema complesso della città come fosse un organismo – si contrappone alle modalità industriali e "calate dall'alto" dell'urbanistica tradizionale, ispirata da Le Corbusier. Questa strategia individua con l'osservazione a terra i luoghi dove scorre la reale vita della città, spesso distinta da quella profilata dai pianificatori o dalle leggi di mercato. Le linee guida per gli operatori vengono fornite ad esempio dal modo di vivere realmente lo spazio da parte dei bambini che giocano; da eventi come un mercato clandestino; dalla presenza di resilienze naturali. Tali luoghi divengono terreno fertile per l'innesto di progetti sostenibili, il cui scopo, come gli aghi utilizzati nella pratica dell'agopuntura, è quello di apportare maggiore autenticità, migliore vivibilità e senso di benessere all'intero corpo della città.
Le città possono essere interpretate come organismi complessi nei quali la sovrapposizione di differenti livelli di flussi di energia determina le azioni dei cittadini così come lo sviluppo della città stessa. Correlando ambientalismo e progettazione urbana Casagrande ha sviluppato metodi di manipolazione puntuale dei flussi di energia urbana con il fine di promuovere uno sviluppo ecologicamente sostenibile indirizzato alle cosiddette città di terza generazione (città post-industriali). Tale teoria è stata sviluppata presso l'Università di Tamkang e presso il centro di ricerca multidisciplinare Ruin Academy, in Taiwan.

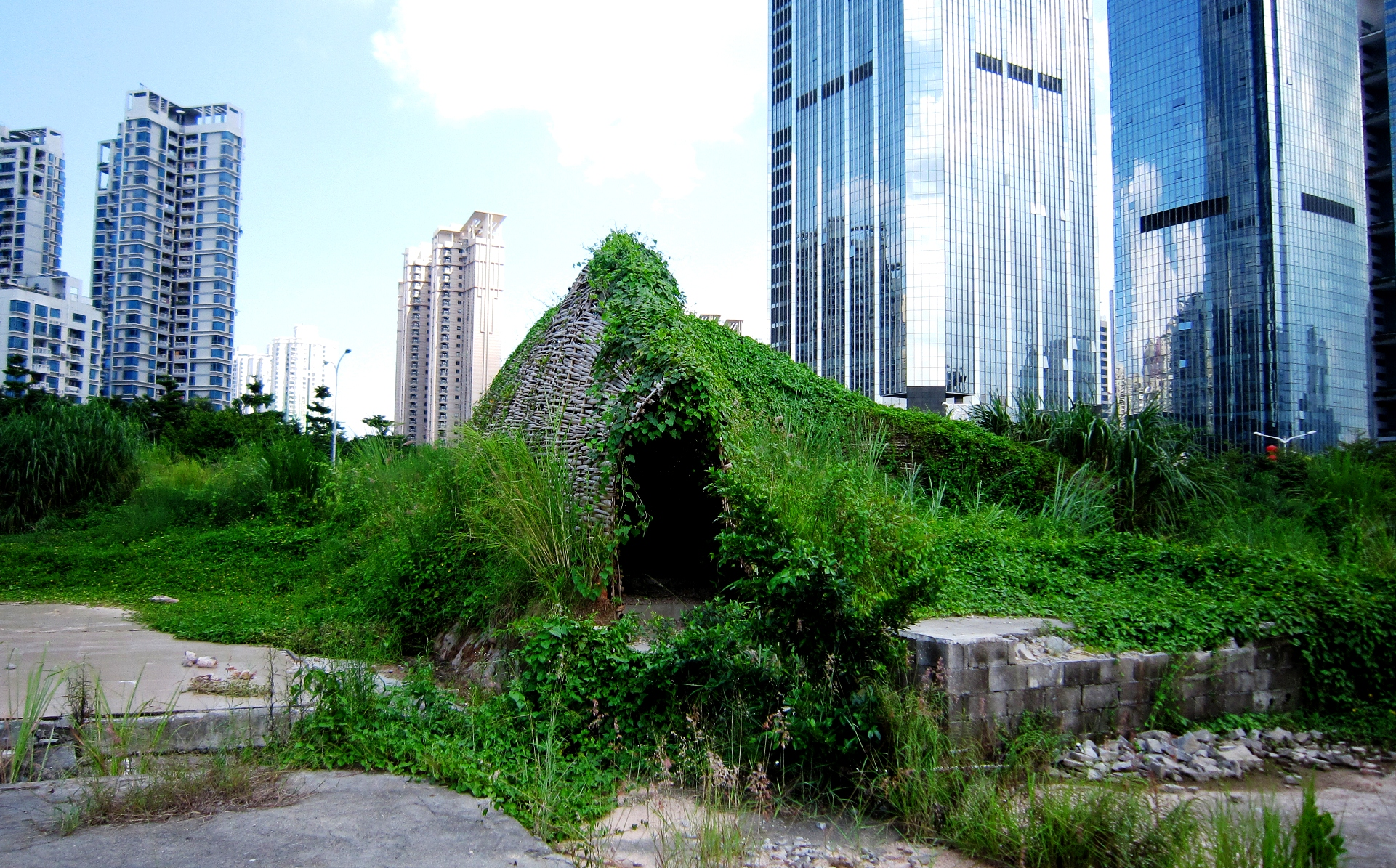
Bug Dome by WEAK! in Shenzhen, Cina. Un luogo di incontro non ufficiale per lavoratori non regolari vicino al Shenzhen City Hall

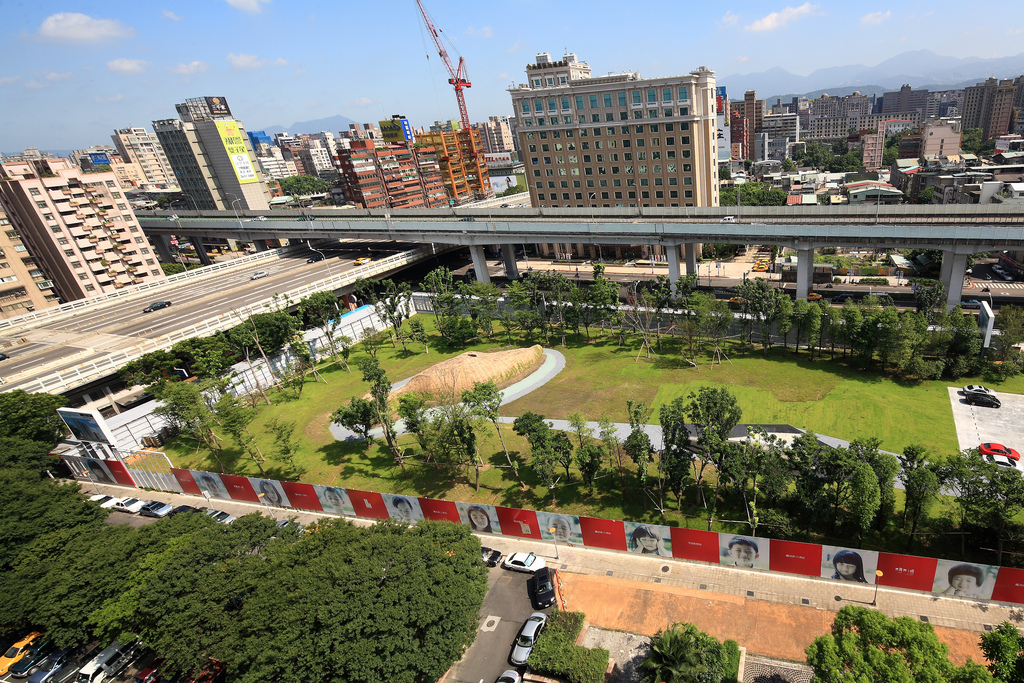
"Cicada" Padiglione in bambuseae a Taipei di Marco Casagrande

Casagrande definisce l'agopuntura urbana come: una manipolazione architettonica dell'intelletto collettivo della città. La città è considerata come un organismo sensibile multi-dimensionale in cui interagiscono energie, un ambiente vivo. L'agopuntura urbana intende stabilire un contatto diretto con questa natura e comprendere i flussi di energia del Ki collettivo nascosto dietro l'immagine visibile della città per risanare i luoghi che ne hanno necessità.
L'architettura produce per il chi urbano l'effetto degli aghi utilizzati nella pratica dell'agopuntura, come l'erba capace di attecchire nella più piccola fessura di una strada asfaltata e con il tempo diffondersi in tutta la città. L'agopuntura urbana è l'erba, ed il punto nel quale prende avvio la trasformazione è la fessura nell'asfalto. Gli effetti di un piccolo intervento possono avere grande risonanza. Questa teoria apre le porte a creatività e libertà incondizionate. Ogni cittadino ha la possibilità di prendere parte al processo creativo, sentirsi libero di utilizzare gli spazi urbani per molteplici propositi e trasformare l'ambiente che lo circonda a proprio piacimento In un contesto più ampio, un sito in cui si è realizzato un progetto di agopuntura urbana, può essere considerato come un luogo che comunica con l'esterno della città, come un segno naturale in una città programmata per includerlo.
La teoria dell'agopuntura urbana presenta alcuni punti di contatto con la nuova concezione del Tactical Urbanism. Viene sottolineata l'importanza delle risorse locali piuttosto che dei programmi a livello urbano che prevedono l'utilizzo di ingenti capitali, promuovendo l'idea che siano i cittadini a dare avvio agli interventi, per poi seguirne in prima persona gli sviluppi. Questi piccoli interventi nel contesto urbano, affermano i sostenitori, apporteranno benessere alla comunità, promuovendo un processo di rivitalizzazione dell'area. Volendo tradurre il concetto di “agopuntura urbana” con una breve affermazione si può dire che essa consista nel concentrarsi sulla piccola scala, sugli aspetti più minuti della realtà, promuovendo interventi che, partendo dal basso, sfruttano le energie della collettività in maniera positiva per sanare il degrado e migliorare il paesaggio urbano.
L'agopuntura urbana è un'alternativa agli interventi di grandi dimensioni, in cui le decisioni partono dall'alto, interventi che tipicamente richiedono ingenti investimenti di fondi pubblici (di cui molte città in questo momento sono prive) e lungaggini burocratiche prima di avviare la fase del cantiere.
Agli interventi su micro scala obiettivo dell'agopuntura urbana ricorrono le comunità di cittadini che decidono di impegnarsi attivamente nel contesto in cui vivono, così come quelle che non hanno grandi disponibilità finanziarie.
In Italia, l'agopuntura urbana è praticata con lo sviluppo di progetti da basso di natura spontanea condotti da cittadini e associazioni. A questi si alternano anche politiche urbane sviluppate direttamente da alcuni enti locali. Un esempio è Reggio Emilia che ha previsto anche delle figure dedicate alla realizzazione di micro interventi nel territorio , oppure Pesaro dove un cavalcavia in città è stato trasformato da un murales antinquinamento contenente un forte messaggio sociale, e Empoli che ha impostato un vasto programma di rigenerazione del centro storico impostato sul recupero di edifici pubblici come epicentri capaci di produrre riverberi positivi in tutto il tessuto urbano
In Messico l'agopuntura urbana ha permesso di convertire dei ricoveri informali, come i capannoni negli slums, in vere e proprie abitazioni. Questa strategia trasforma gli slums, senza la necessità di trasferire le famiglie che vi hanno vissuto insieme per generazioni.
Jaime Lerner, l'ex sindaco di Curitiba, ritiene che l'agopuntura urbana sia la soluzione futura per risolvere le criticità della città contemporanea; facendo leva su piccoli punti di pressione nelle città, possiamo dare luogo ad effetti a catena che investono ampie aree. L'agopuntura urbana sottolinea la necessità della proprietà pubblica degli spazi urbani e pone enfasi sull'importanza dello solidarietà attraverso i piccoli progetti.
Si tratta di trasformazioni localizzate che possono essere realizzate rapidamente per sprigionare energia e creare un positivo effetto a catena. Egli ha scritto nel 2007:
Credo che qualche “pozione magica” possa e debba essere somministrata alle città, dal momento che molte sono malate e alcune quasi in stato terminale. Come per la medicina è necessaria l'interazione tra paziente e medico, nella progettazione urbana è allo stesso modo necessario sollecitare una reazione da parte della città; stimolare un'area in modo che diventi essa stessa capace di aiutare a guarire, a migliorare e creare positive reazioni a catena. È indispensabile negli interventi finalizzati a rivitalizzare un'area rendere l'organismo capace di funzionare in maniera diversa.
L'architetto e professore, originario di Taiwan, Ti-Nan Chi sta conducendo delle ricerche sugli effetti degli interventi di Micro Urbanism sulle aree più vulnerabili delle città contemporanee di tutto il mondo. Le micro-zone da lui identificate corrispondono ai punti in cui avviare micro-progetti di recupero, dove coinvolgere il pubblico a differenti livelli. Il fine è quello di risolvere i conflitti tra proprietari, contadini e le altre forze pubbliche.

Un team di architetti liberamente associatisi di cui fanno parte Wang Shu, Marco Casagrande, Hsieh Ying-chun e Roan Ching-yuen (chiamato WEAK! Architecture) si occupa di definire i tratti di quella che è la Instant City non ufficiale, o Instant Taipei, architettura che usa la Città Ufficiale come una piattaforma su cui svilupparsi, una fonte di energia, dove attaccarsi come un parassita e dalla quale acquisire elettricità ed acqua… [Instant City] - azienda agricola illegale o un supermercato notturno è così diffusa e radicata nella cultura di Taiwan e nel paesaggio urbano che si potrebbe quasi parlare di un'altra città che vive al di sopra della Taipei “ufficiale”, una città parallela o una para-città. WEAK! Chiama l'agopuntura urbana, a seconda del contesto, Architettura illegale, Architettura delle persone o Architettura debole. La teoria dell'agopuntura urbana sostiene che le città abbiano bisogno di numerosi progetti a piccola scala, poco costosi e legati al contesto locale, finalizzati al recupero e al rinnovamento urbano.